# José Rodolfo Reyes
José Rodolfo Reyes Machado (Gómez Palacio, 25 febbraio 1988) è un ex calciatore messicano, di ruolo attaccante.

## Carriera
È cresciuto nelle giovanili del San Luis, club con cui ha esordito nella massima serie messicana nel 2007.

## Statistiche

### Presenze e reti nei club
| Stagione                | Squadra                 | Campionato              | Campionato | Campionato | Coppe nazionali | Coppe nazionali | Coppe nazionali | Coppe continentali | Coppe continentali | Coppe continentali | Altre coppe | Altre coppe | Altre coppe | Totale | Totale |
| Stagione                | Squadra                 | Comp                    | Pres       | Reti       | Comp            | Pres            | Reti            | Comp               | Pres               | Reti               | Comp        | Pres        | Reti        | Pres   | Reti   |
| ----------------------- | ----------------------- | ----------------------- | ---------- | ---------- | --------------- | --------------- | --------------- | ------------------ | ------------------ | ------------------ | ----------- | ----------- | ----------- | ------ | ------ |
| feb. 2007               | San Luis                | PD                      | 1          | 0          |                 | -               | -               |                    | -                  | -                  |             | -           | -           | 1      | 0      |
| 2007-2008               | San Luis                | PD                      | 2          | 0          |                 | -               | -               |                    | -                  | -                  |             | -           | -           | 2      | 0      |
| 2008-2009               | San Luis                | PD                      | 9          | 3          |                 | -               | -               |                    | -                  | -                  |             | -           | -           | 9      | 3      |
| 2009-2010               | San Luis                | PD                      | 27         | 1          |                 | -               | -               | CL+SL              | 3+2                | 2+2                |             | -           | -           | 32     | 5      |
| Totale San Luis         | Totale San Luis         | Totale San Luis         | 39         | 4          |                 | -               | -               |                    | 5                  | 4                  |             | -           | -           | 44     | 8      |
| 2010-2011               | Santos Laguna           | PD                      | 3          | 0          |                 | -               | -               | CCL                | 3                  | 3                  |             | -           | -           | 6      | 3      |
| 2011-2012               | Estudiantes Tecos       | PD                      | 9          | 0          |                 | -               | -               |                    | -                  | -                  |             | -           | -           | 9      | 0      |
| 2012-2013               | Toros Neza              | AMX                     | 25         | 2          | CM              | 10              | 2               |                    | -                  | -                  |             | -           | -           | 35     | 4      |
| gen.-lug. 2014          | Est. Altamira           | AMX                     | 5          | 1          | CM              | 3               | 0               |                    | -                  | -                  |             | -           | -           | 8      | 1      |
| gen.-lug. 2015          | Atlético San Luis       | AMX                     | 5          | 0          | CM              | 5               | 1               |                    | -                  | -                  |             | -           | -           | 10     | 1      |
| gen.-lug. 2016          | Correcaminos UAT        | AMX                     | 17         | 2          |                 | -               | -               |                    | -                  | -                  |             | -           | -           | 17     | 2      |
| 2016-2017               | Correcaminos UAT        | AMX                     | 18         | 0          | CM              | 2               | 0               |                    | -                  | -                  |             | -           | -           | 20     | 0      |
| Totale Correcaminos UAT | Totale Correcaminos UAT | Totale Correcaminos UAT | 35         | 2          |                 | 2               | 0               |                    | -                  | -                  |             | -           | -           | 37     | 2      |
| Totale carriera         | Totale carriera         | Totale carriera         | 121        | 9          |                 | 20              | 3               |                    | 8                  | 7                  |             | -           | -           | 149    | 19     |